# فینال جام اتحادیه فوتبال انگلستان ۲۰۱۳
فینال جام اتحادیه فوتبال انگلستان ۲۰۱۳ رقابت پایانی جام اتحادیه فوتبال انگلستان در سال ۲۰۱۳ میلادی است که مابین دو تیم برادفورد سیتی و سوانزی سیتی در ورزشگاه ومبلی لندن برگزار شده است.
این مسابقه که در تاریخ ۲۴ فوریه ۲۰۱۳ انجام شده با نتیجه پنج بر صفر به سود سوانزی سیتی به پایان رسیده است.

## جزئیات مسابقه
| سوانزی سیتی                                          | ۵ – ۰ | برادفورد سیتی |
| ---------------------------------------------------- | ----- | ------------- |
| دایر ۱۶'، ۴۸' · میچو ۴۰' · گوزمن ۵۹' (پنالتی)، ۹۰+۱' | گزارش |               |